# Курганская улица (Москва)
Курга́нская у́лица — улица, расположенная в Восточном административном округе города Москвы на территории района Гольяново.

## История
Улица получила своё название в 1989 году по зауральскому городу Курган в связи с расположением на востоке Москвы.

## Расположение
Курганская улица проходит от Уральской улицы на север, поворачивает на северо-восток и затем на восток, с юга к ней примыкает Сахалинская улица, Курганская улица проходит далее на восток, поворачивает на юго-восток и примыкает к Хабаровской улице. Южнее параллельно Курганской улице на большей части её трассы проходит Камчатская улица. Нумерация домов начинается от Уссурийской улицы.

## Транспорт

### Автобус
- По улице проходят автобусы 257, 557.

### Метро
- Станция  Щёлковская Арбатско-Покровской линии — юго-западнее улицы, на пересечении Щёлковского шоссе с Уральской и 9-й Парковой улицами.
  - Также, ожидается строительство станции метро Гольяново. Открытие ожидается до 2029 года.